# 자심 빈 하마드 스타디움
자심 빈 하마드 스타디움(Jassim Bin Hamad Stadium, ملعب جاسم بن حمد) 또는 알사드 스타디움은 카타르 도하에 위치해 있는 축구 경기장으로 대부분은 알사드 SC의 홈구장이다. 약 15,000명을 수용할 수 있으며 2011년 AFC 아시안컵과 2023년 AFC 아시안컵의 개최 경기장으로 선정되었다.